# Esther Lungu
Esther Lungu, née Esther Nyawa Phiri le 2 juin 1957, devient la Première dame de Zambie du 25 janvier 2015 au 24 août 2021.
En 2015, elle crée une fondation pour soutenir les femmes et les personnes vulnérables à travers la santé, l’éducation et l’autonomisation économique.
En mai 2024, Esther Lungu est arrêtée à Lusaka avec ses deux filles par la Commission de lutte contre la drogue (DEC), soupçonnée de blanchiment d’argent et de possession de biens d’origine contestée.

## Biographie
Esther Lungu, née Esther Nyawa Phiri, le 2 juin 1957. Elle travaille dans le domaine juridique, où elle fait la connaissance d'Edgar Lungu.

### Parcours politique
Esther Lungu devient la Première Dame de Zambie le 25 janvier 2015. Dès lors, elle s’engage activement contre les grossesses précoces et les mariages d’enfants, mettant en avant l’importance de l’éducation des jeunes filles. Elle soutient des initiatives locales pour améliorer les infrastructures scolaires et sanitaires, tout en facilitant l’accès à l’eau potable.
Défendant l’autonomisation des femmes et la protection des populations vulnérables, elle fonde en 2015, l'Esther Lungu Foundation Trust,. Elle intervient sur la scène internationale, notamment aux États-Unis, pour aborder des enjeux majeurs comme l’éducation des filles, la santé maternelle et infantile, ainsi que la lutte contre le cancer du col de l’utérus et le VIH/SIDA. Elle milite également pour une collaboration renforcée entre le secteur public et privé afin d’élargir l’accès aux soins et aux services sociaux.
Ses actions bénéficient du soutien de la Royal Foundation of Chiefs, en particulier en milieu rural, qui l’encourage dans son combat contre les violences basées sur le genre et les mariages précoces.
En 2016, Esther Lungu inaugure des forages dans le district de Nyimba en partenariat avec l’Église Bible Gospel Church in Africa (BIGOCA), afin d’améliorer durablement l’accès à l’eau potable pour les communautés locales. Elle participe à la 60e session de la Commission sur le statut des femmes (CSW60) aux Nations Unies, abordant l’autonomisation des femmes et l’égalité des genres. Elle encourage également les diplomates zambiens à promouvoir l’unité nationale et à représenter leur pays avec engagement.
L’année suivante, elle participe à des actions de sensibilisation sur le cancer infantile, mettant en avant l’importance du dépistage précoce et du soutien aux enfants malades. Elle encourage le renforcement de la prise en charge médicale et collabore avec différents acteurs pour améliorer la prévention et l’accès aux soins.
Esther Lungu cesse d’être Première Dame le 24 août 2021, lorsque son mari, Edgar Lungu, quitte la présidence après sa défaite face à Hakainde Hichilema.

#### Controverses
En 2018, Esther Lungu, fait l’objet d’une polémique après s’être rendue aux États-Unis avec une délégation de 25 personnes pour réceptionner des camions de pompiers offerts par le Los Angeles Fire Department. Le coût et la taille du voyage sont critiqués, mais les tentatives d’opposition au don n'aboutissent pas.
Le 30 mai 2024, Esther Lungu est arrêtée à Lusaka avec ses deux filles par la Commission de lutte contre la drogue (DEC), puis libérée sous caution. Elle est soupçonnée de blanchiment d’argent et de possession de biens d’origine contestée, notamment un domaine immobilier estimé à 1,5 million de dollars. Déjà arrêtée en 2023 pour des soupçons de corruption et d’enrichissement illicite sous la présidence d’Edgar Lungu, elle avait été libérée sous caution avec l’une de ses filles, tandis que l’autre, Tasila Lungu, avait été convoquée par la DEC,.
Les enquêtes, menées par le gouvernement du président Hakainde Hichilema et ciblant plusieurs anciens responsables, s’inscrivent dans une campagne anti-corruption. Certains y voient une manœuvre politique, et Edgar Lungu, candidat potentiel en 2026, accuse le Parti uni pour le développement national de vouloir freiner son retour en politique.